# Tjärottjärnen (Styrnäs socken, Ångermanland)
Tjärottjärnen är en sjö i Kramfors kommun i Ångermanland och ingår i Ångermanälvens huvudavrinningsområde.